# Deloitte
Deloitte est une entreprise active dans les domaines de l’audit et du conseil. Fondée à Londres par William Welch Deloitte (en) en 1845, Deloitte fait partie des Big Four du conseil et de l'audit, avec un chiffre d’affaires mondial de 65 milliards de dollars et 415 000 employés en 2023.
Les cabinets membres du réseau Deloitte Touche Tohmatsu Limited constituent des entités juridiques distinctes et indépendantes entre elles.
Les Big Four, dont Deloitte, sont critiqués dans les années 2010 pour leur rôle dans l'optimisation et l'évasion fiscales de grandes entreprises ainsi que pour leur influence sur la rédaction des lois fiscales européennes.

## Historique

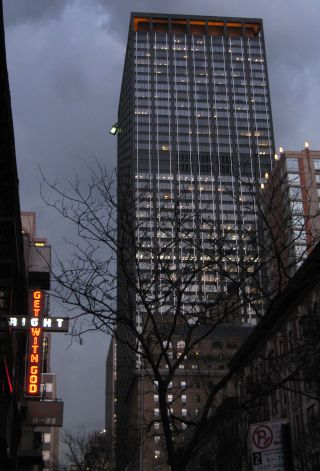
Paramount Plaza, siège mondial du cabinet, 1633 Broadway à New York.

Au sein des Big Four, Deloitte est le plus ancien des cabinets d'audit, l'une de ses entités remontant aux années 1840. Le premier cabinet a été fondé par William Welch Deloitte (en) en 1845 à Londres. William Welch Deloitte a par la suite ouvert un bureau à New York en 1880.
En 1989, Deloitte Haskins & Sells et Touche Ross international fusionnent leurs activités.
En 1998, le groupe prend le nom international de « Deloitte Touche Tohmatsu ».
En 2003, Deloitte Touche Tohmatsu change sa marque commerciale pour Deloitte. En 2006, Deloitte acquiert le cabinet BDO Marque et Gendrot (fondé en 1963 et qui était le 6e cabinet d'audit et d'Expert-comptable en France). En 2007, Deloitte acquiert le cabinet Constantin Associés.
En 2007, dans le cadre de l'affaire Parmalat, Deloitte et Touche qui était le cabinet d'audit principal du groupe italien failli, accepte de verser 149 millions de dollars à Parmalat afin, qu'en contrepartie, celui-ci abandonne l'ensemble de ses enquêtes et poursuites judiciaires menées notamment aux Etats-Unis.
En 2008, Deloitte acquiert le cabinet de conseil Infineo.
En 2013, Deloitte fait l’acquisition de Monitor, groupe mondial de conseil en stratégie.
En octobre 2016, Deloitte annonce la fusion de ses activités en Belgique, aux Pays-Bas, au Danemark, en Finlande, en Islande, en Norvège, en Suède, au Royaume-Uni et en Suisse, dans une nouvelle entité nommée Deloitte North and South Europe (Deloitte NSE), dont le siège social est situé à Londres.

## Activités

Le siège de Deloitte à Paris-La Défense, France en 2022

Au total, Deloitte représente plus de 457 000 collaborateurs travaillant dans 725 bureaux répartis dans plus de 150 pays.
Son chiffre d'affaires mondial est de 64,9 milliards en 2023 (soit le plus grand cabinet d'audit et de conseil devant PwC).

### France
Le groupe actuel Deloitte France et Afrique francophone est issu de la fusion de différents cabinets français, dont BDA, fondé en 1981. Celui-ci rejoint le réseau Touche Ross. En 1990, à la suite du rapprochement de Touche Ross International et de Deloitte Haskins & Sells, le cabinet devient BDA/Deloitte & Touche puis Deloitte & Touche. Deloitte France et Afrique francophone appartient à 100 % à ses associés[réf. souhaitée].
Dans le cadre de la Loi de Sécurité Financière votée en 2003, Deloitte France s'est séparée de sa branche conseil, devenue Ineum Consulting — avec laquelle elle n'a plus aucun lien — et de ses avocats qui se regroupaient sous le nom de Taj. L’activité juridique et fiscale a été réintégrée en 2016 dans le réseau Deloitte.
Deloitte France a concrétisé plusieurs rapprochements importants :
- 2006 fut marquée par la fusion avec BDO Marque et Gendrot[14]  ;
- 2007 Deloitte s'est rapproché de Constantin Associés ;
- 2008, le cabinet de conseil Infineo a été racheté par Deloitte ;
- Fin 2014, Deloitte a acquis le cabinet de conseil en cyber sécurité HSC[15].
- En 2019, Deloitte se sépare de son réseau d’experts comptables In Extenso[16].
- En 2022, l’entité Taj devient Deloitte Société d’Avocats[17].
- En 2023, Deloitte fait l’acquisition du spécialiste du Cloud, le Groupe Neoxia (Neoxia et Skale-5)[18].

Chiffres 2023 pour la France[réf. nécessaire]
- Chiffre d’affaires en 2023 : 1 143 millions d’€[19];
- Total de 7 700 collaborateurs[20];
- 16 bureaux en France métropolitaine, 1 bureau à Monaco et 1 à Londres[21].

En juin 2025, David Dupont-Noel succède à Gianmarco Monsellato, en poste depuis 2021, à la direction générale de Deloitte France et Afrique francophone.

### Belgique
La Fiduciaire Deloitte est présente en Belgique depuis plus de 70 ans et compte douze agences locales. Elle conseille 5 000 entreprises belges dans les domaines suivants : comptabilité générale et analytique, et organisation des fonctions comptables et administratives ; fiscalité directe et indirecte ; management des entreprises ; droit des associations et droit commercial ; conseil social ; conseil financier.

### Luxembourg
Au Luxembourg, la société a été créée en 1950 sous le nom de « L’Agence ». Elle fusionne en 1968 avec le cabinet « Hamilius & Schmitter » et devient la Fiduciaire générale de Luxembourg, avant de rejoindre le groupe Touche Ross en 1978. En 1999, touche Ross Luxembourg est absorbé par Deloitte Touche Tohmatsu, et en 2003 la firme change de nom pour devenir Deloitte SA.
Son chiffre d'affaires est de 144 Mio € en 2008.

### Suisse
La filiale suisse de Deloitte, Deloitte SA, est basée à Zurich et compte parmi les principales sociétés fournissant des services professionnels en Suisse. L'entreprise compte 1 700 salariés répartis dans les villes de Bâle, Berne, Genève, Lausanne, Lugano et Zurich (siège).
Deloitte SA est une filiale de Deloitte LLP, qui est la société britannique affiliée de Deloitte Touche Tohmatsu Limited (DTTL), depuis 2006. Depuis, Deloitte connait la croissance la plus rapide des Big 4 en Suisse, enregistrant une croissance à deux chiffres pour la neuvième fois sur les dix dernières années. Le revenu brut de la firme suisse a atteint CHF 660 millions pour l’exercice clos le 31 mai 2016, soit une croissance de 24 %,. La croissance des services en Conseil, Financial Advisory et Risk Advisory a permis à Deloitte de devenir le leader du marché suisse en matière de conseil.

### Canada

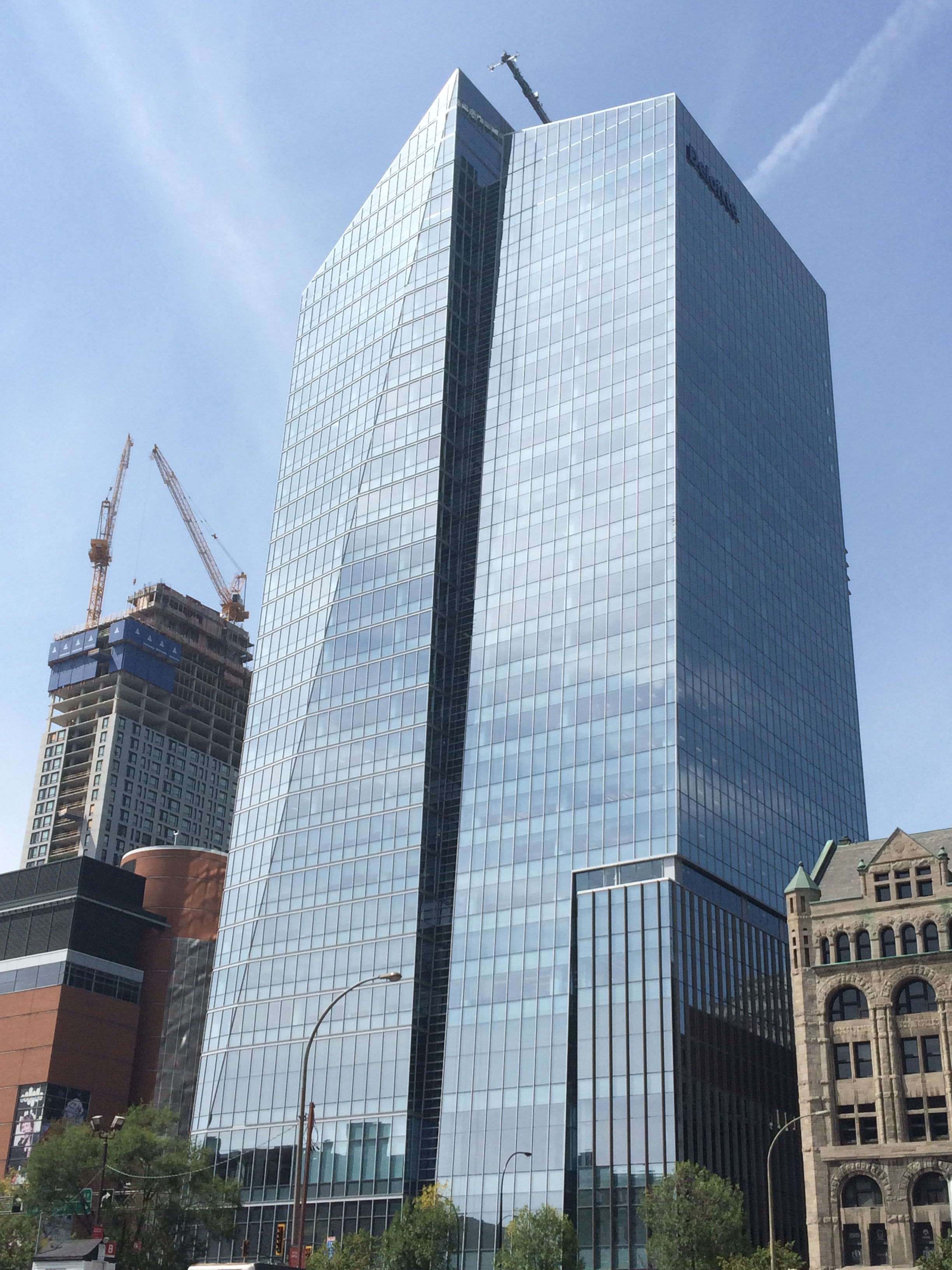
La Tour Deloitte à Montréal, siège des activités canadiennes du groupe depuis 2015.

Deloitte offre des services dans les domaines de l'audit, de la certification, de la consultation, des conseils financiers, des conseils en gestion des risques et de la fiscalité, et des services connexes, à de nombreuses entreprises du secteur privé et public ; l'entreprise compte 13 418 salariés répartis dans les plus grandes villes du  Canada.

### Monaco
Deloitte ouvre son premier bureau en principauté en 2014 afin de proposer ses services aux entreprises monégasques.[réf. souhaitée]

## Rôle dans l'optimisation et l'évasion fiscales
En 2014, Deloitte, en même temps que les trois autres Big Four de l'audit (Ernst & Young, KPMG et PwC), est citée durant le scandale des Luxembourg Leaks pour avoir conçu plusieurs accords fiscaux contestés entre de grandes entreprises et les autorités du Luxembourg, paradis fiscal. Le journal en ligne altermondialiste Basta ! dénonce alors les Big Four de « [faire] la loi dans les paradis fiscaux et tiss[er] leur toile dans les instances internationales ». Au Royaume-Uni particulièrement, ils sont accusés de « jongler avec les conflits d'intérêts », rapporte Le Monde en mars 2015.
Les Paradise Papers, en novembre 2017, mettent en lumière l'optimisation fiscale (légale) pratiquée par la banque Blackstone à l'aide des cabinets Appleby, PricewaterhouseCoopers et Deloitte. The Guardian et la BBC citent Deloitte comme auteur du modèle fiscal de l'acquisition d'un centre commercial à Glasgow, le St. Enoch Centre (en), acheté en 2013 par Blackstone pour 190 millions de livres, et lui permettant de ne pas s'acquitter du droit d'enregistrement (stamp duty),.
En 2018, un rapport de l'association Corporate Europe Observatory pointe l'influence des quatre grands noms de l'audit, dont Deloitte, sur les règles fiscales de l'Union européenne (la Commission européenne verse elle-même à Deloitte 12,3 millions d'euros en 2016 pour ses conseils en matière de fiscalité), au travers de conflit d'intérêts et de pantouflages : plusieurs fonctionnaires européens des services fiscaux ont travaillé pour les quatre entreprises d'audit. Mediapart dit des quatre entreprises d'audit qu'elles sont les « rouages indispensables de l’industrie de l’évasion fiscale ».

## Deloitte Football Money League
La Deloitte Football Money League est un classement des clubs de football d'après leurs revenus. Il permet de comparer la puissance financière des clubs. Il est établi annuellement et publié au début du mois de février, se rapportant à la saison récemment terminée.

## Sponsoring
Deloitte au Royaume-Uni sponsorise les Jeux olympiques d'été de 2012 à Londres. Deloitte sponsorise aussi les Jeux olympiques d'hiver de 2010 à Vancouver[réf. nécessaire]. L'entreprise sponsorise les jeux olympiques et paralympiques de Paris 2024.
Aux États-Unis, elle sponsorise le United States Olympic Committee[réf. nécessaire].

## Identité visuelle (logotype)

Logo de Deloitte & Touche jusqu'en 1999.
Logo de Deloitte & Touche de 1999 à 2003.
Logo de Deloitte de 2003 à 2016.
Logo depuis 2016[37].